# Rejon fiodorowski
Rejon fiodorowski (ros. Фёдоровский район, baszk. Фёдоровка районы) – jeden z 54 rejonów w Baszkirii. Stolicą regionu jest Fiodorowka.
100% populacji stanowi ludność wiejska, ponieważ w regionie nie ma żadnego miasta.